# 赛格三星
深圳市赛格三星股份有限公司 （深交所：000068）是中国深圳证券交易所的一家上市公司，成立于1997年6月6日，业务范围包括：生产经营彩管玻壳及其材料、玻璃器材、平面显示器件玻璃及其材料，精密机械加工，仓储物流、新能源开发与制造、数据转化处理。。公司总股本为89667.146万股（2011年）。
公司总部位于深圳市大工业区兰竹东路23号，法人代表为胡建平。